# Parafia Matki Bożej Nieustającej Pomocy w Witnicy
Parafia Matki Bożej Nieustającej Pomocy w Witnicy – rzymskokatolicka parafia, położona w dekanacie Kostrzyn, diecezji zielonogórsko-gorzowskiej, metropolii szczecińsko-kamieńskiej w Polsce, erygowana 1 czerwca 1951 roku.

## Zasięg parafii
Do parafii należą wierni z miejscowości: Białcz, Białczyk, Mosina, Mościczki, Nowe Dzieduszyce, Sosny, Stare Dzieduszyce, Witnica.

## Proboszczowie
- ks. Józef Bielak (1951-1978)
- ks. Edward Jagodziński (1978-1991)
- ks. Stanisław Raba (1991-2014)
- ks. Ryszard Tomczak (2014-2024)
- ks. Paweł Terzyk (administrator od 1 sierpnia 2024)[1]